# Śródmieście (Wrocław)
Śródmieście – była dzielnica samorządowo-administracyjna Wrocławia, ustanowiona 12 lutego 1952 roku, jej funkcje 8 marca 1990 roku przejął w szerokim zakresie Urząd Miejski nowo powstałej Gminy Wrocław. Nazwa Śródmieście przywoływana jest dla celów statystycznych, oraz funkcjonuje w organach administracji rządowej i specjalnej np. ZOZ, urząd skarbowy, prokuratura, policja itp. Obszar byłej dzielnicy Śródmieście liczy 16 km² i według danych GUS z 31 grudnia 2019 r. zamieszkiwało go 105 967 osób. Obecnie dzielnica ta ulega procesowi dezurbanizacji, czyli wyludniania. Na przestrzeni 3 spisów powszechnych liczba mieszkańców spadała ze 131 tys. w 1988 roku, 118 tys. w 2011 r. do mniej niż 100 tys. w 2021 r.
Śródmieście położone jest naprzeciw Starego Miasta Wrocławia, na prawym brzegu Odry. Zachodnia część dzielnicy leży między Odrą i Starą Odrą, obejmując najstarszą część miasta – Ostrów Tumski, a także osiedle Ołbin (oraz wydzielone zeń Nadodrze i Plac Grunwaldzki). Wschodnią część Śródmieścia stanowi Wielka Wyspa z osiedlami: Zacisze, Sępolno, Zalesie, Biskupin.